# 청자 상감모란문 주전자
청자 상감모란문 주전자(靑磁 象嵌牡丹文 注子)는 상감 기법으로 모란꽃 무늬를 새겨넣은, 고려청자 주전자이다. 서울특별시 용산구, 삼성미술관 리움에 있으며, 1990년 5월 21일 대한민국의 보물 제1029호로 지정되었다.

## 개요
고려시대 만들어진 청자 주전자로 높이 19.2cm, 아가리 지름 3.4cm, 밑지름 10.3cm이다.
구형(球形)에 가까운 몸체에 뚜껑과 손잡이, 물을 따르는 주구(注口)로 이루어진 주전자로 뚜껑에는 연꽃잎무늬의 장식 위에 연꽃 봉오리무늬의 꼭지가 얹혀져 있고, 측면에는 둥근 고리가 하나 붙어 있다. 주전자의 아가리 둘레에는 연꽃무늬가 둘러져 있는데, 비취색 유약에 덮혀 있는 문양이 정교하고 아름답다.
주구는 몸체와 연결된 부분에 백상감의 물결무늬를 새겨 넣었다. 두 가닥 선을 겹쳐 놓은 듯이 만든 손잡이도 몸체와 어울리게 굽음새가 좋다. 이 주전자의 몸체 앞·뒷면에는 흑백상감으로 하나씩 모란꽃무늬를 넣었는데, 활짝 핀 모란꽃을 중심으로 아래편 양쪽에 작은 꽃봉오리들이 하나씩 달리고, 흑상감으로 줄기와 잎을 표현하였다.
다른 장식적인 모란문과는 달리 자연스럽고 회화적인 수법으로 처리한 것이 특징이다. 장식적인 뚜껑과 시원스런 상감모란문, 정교한 양각 문양이 함께 어우러져 있는 드문 예로, 상감청자의 초기 양상을 이해하는 좋은 자료가 된다. 

## 같이 보기
- 고려청자

## 참고 자료
- 청자 상감모란문 주전자 - 국가유산청 국가유산포털